# پاسخ آماده
پاسخ آماده (انگلیسی: Canned response) پاسخ های از پیش تعیین شده به سوالات رایج است.
در زمینه هایی مانند پشتیبانی فنی ، پاسخ‌های آماده به سوالات متداول ممکن است یک راه حل مؤثر هم برای مشتری و هم مشاور فنی باشد، زیرا آن‌ها امکان ارائه پاسخ سریع به سوالات متداول در عین نیاز کمتر به مداخله کوچک انسانی را ارائه می‌دهند. 
با استفاده نادرست ، پاسخ آماده می توانند با ارائه پاسخ های ناکافی باعث ناامید شدن کاربران شوند. 